# Nukoolkit Krutyai
Nukoolkit Krutyai (tiếng Thái: นุกูลกิจ ครุฑใหญ่, sinh ngày 23 tháng 9 năm 1992), còn được biết với tên đơn giản First (tiếng Thái: เฟิร์ส), là một cầu thủ bóng đá người Thái Lan thi đấu ở vị trí trung vệ cho câu lạc bộ Giải bóng đá Ngoại hạng Thái Lan Muangthong United.

## Danh hiệu

### Câu lạc bộ
BEC Tero Sasana
- Cúp Liên đoàn Bóng đá Thái Lan
  -  Vô địch (1): 2014

Buriram United
- Giải bóng đá Ngoại hạng Thái Lan
  -  Vô địch (1): 2015
- Cúp Hiệp hội Bóng đá Thái Lan
  -  Vô địch (1): 2015
- Cúp Liên đoàn Bóng đá Thái Lan
  -  Vô địch (1): 2015
- Toyota Premier Cup
  -  Vô địch (1): 2016
- Cúp Hoàng gia Kor
  -  Vô địch (2): 2015, 2016
- Giải bóng đá vô địch các câu lạc bộ sông Mê Kông
  -  Vô địch (1): 2015

Muangthong United
- Cúp Liên đoàn Bóng đá Thái Lan
  -  Vô địch (1): 2017
- Giải bóng đá vô địch các câu lạc bộ sông Mê Kông
  -  Vô địch (1): 2017